# Caularthron bicornutum
Caularthron bicornutum là một loài thực vật có hoa trong họ Lan. Loài này được (Hook.) Raf. mô tả khoa học đầu tiên năm 1837.

## Hình ảnh

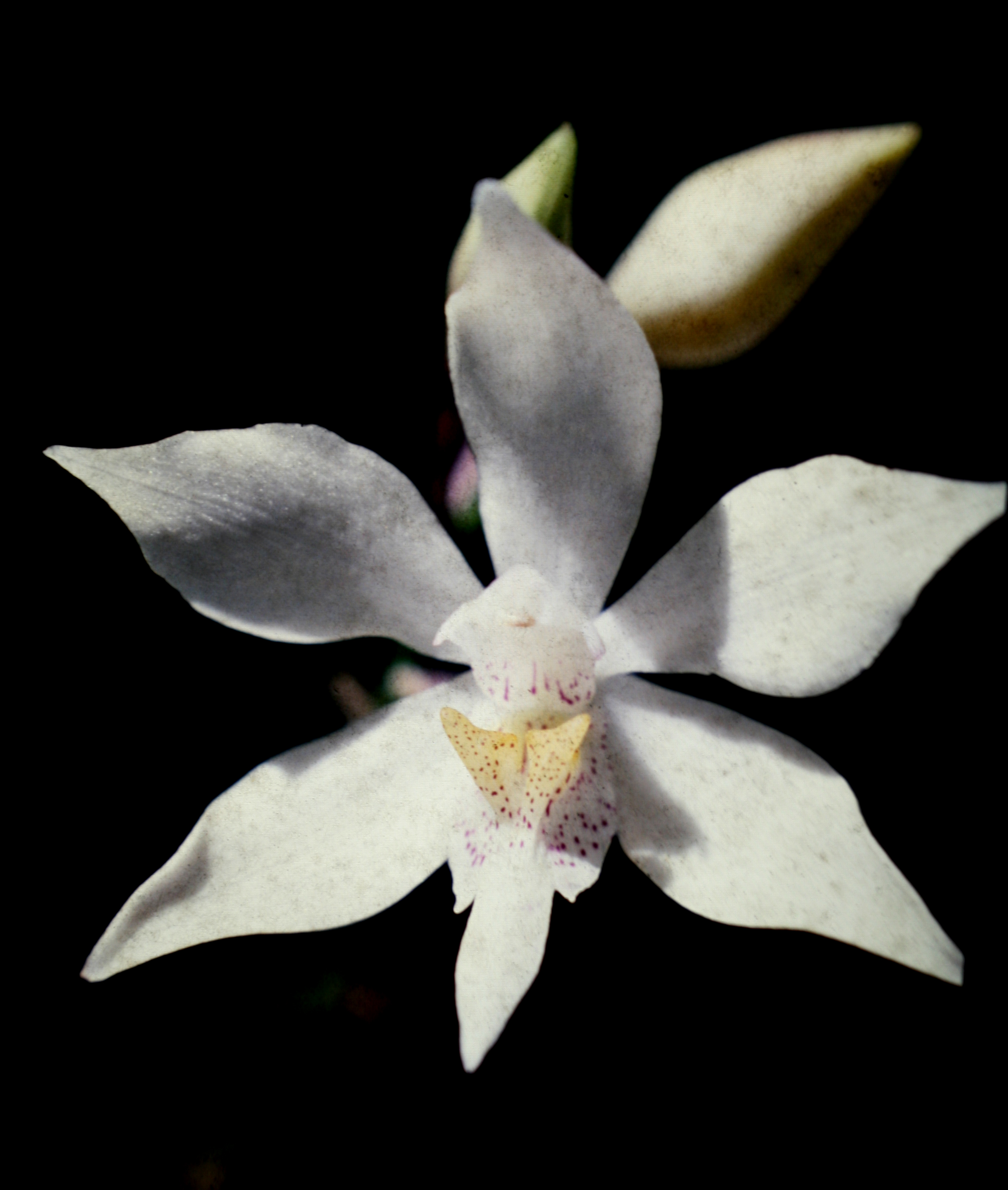
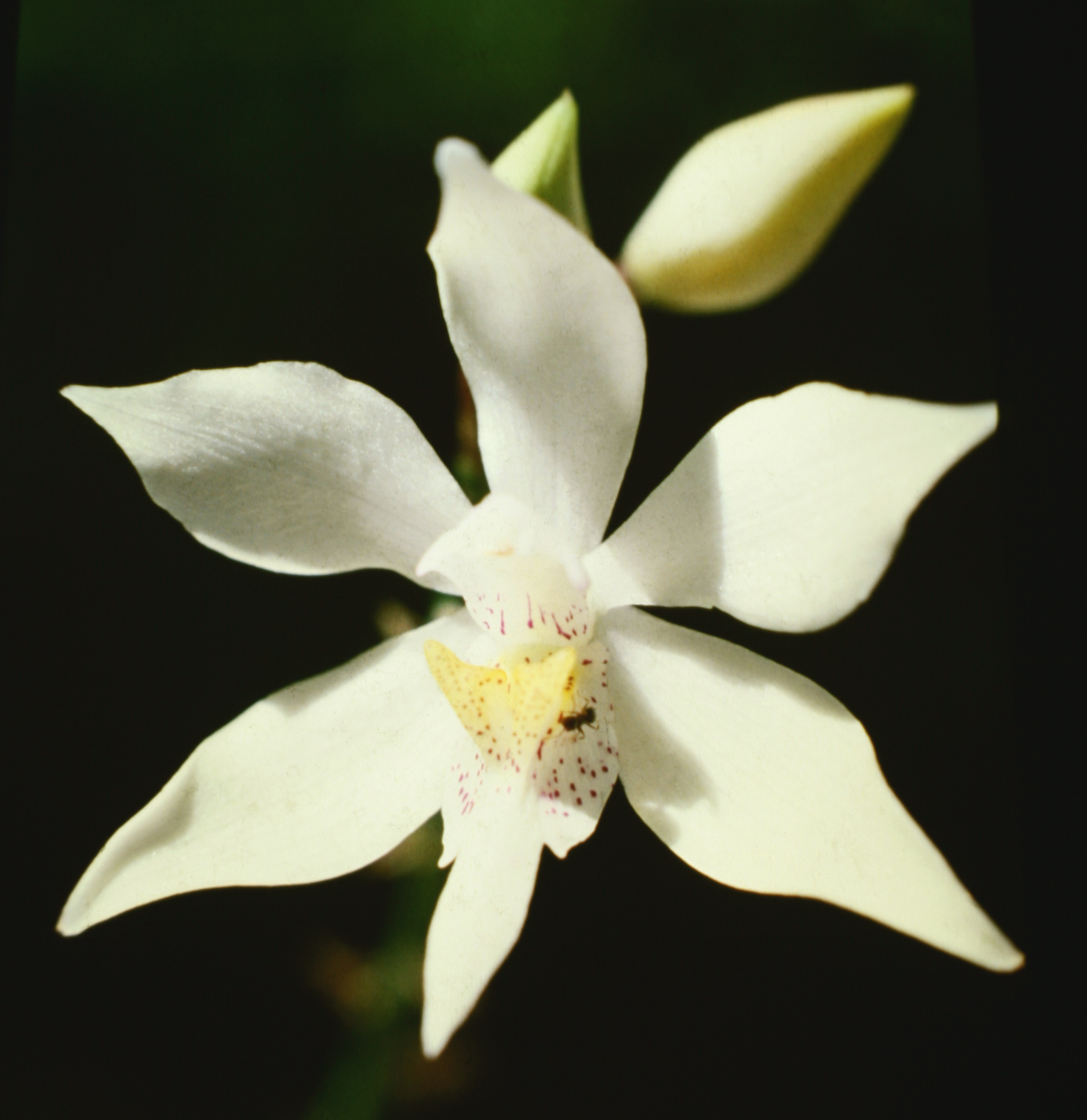
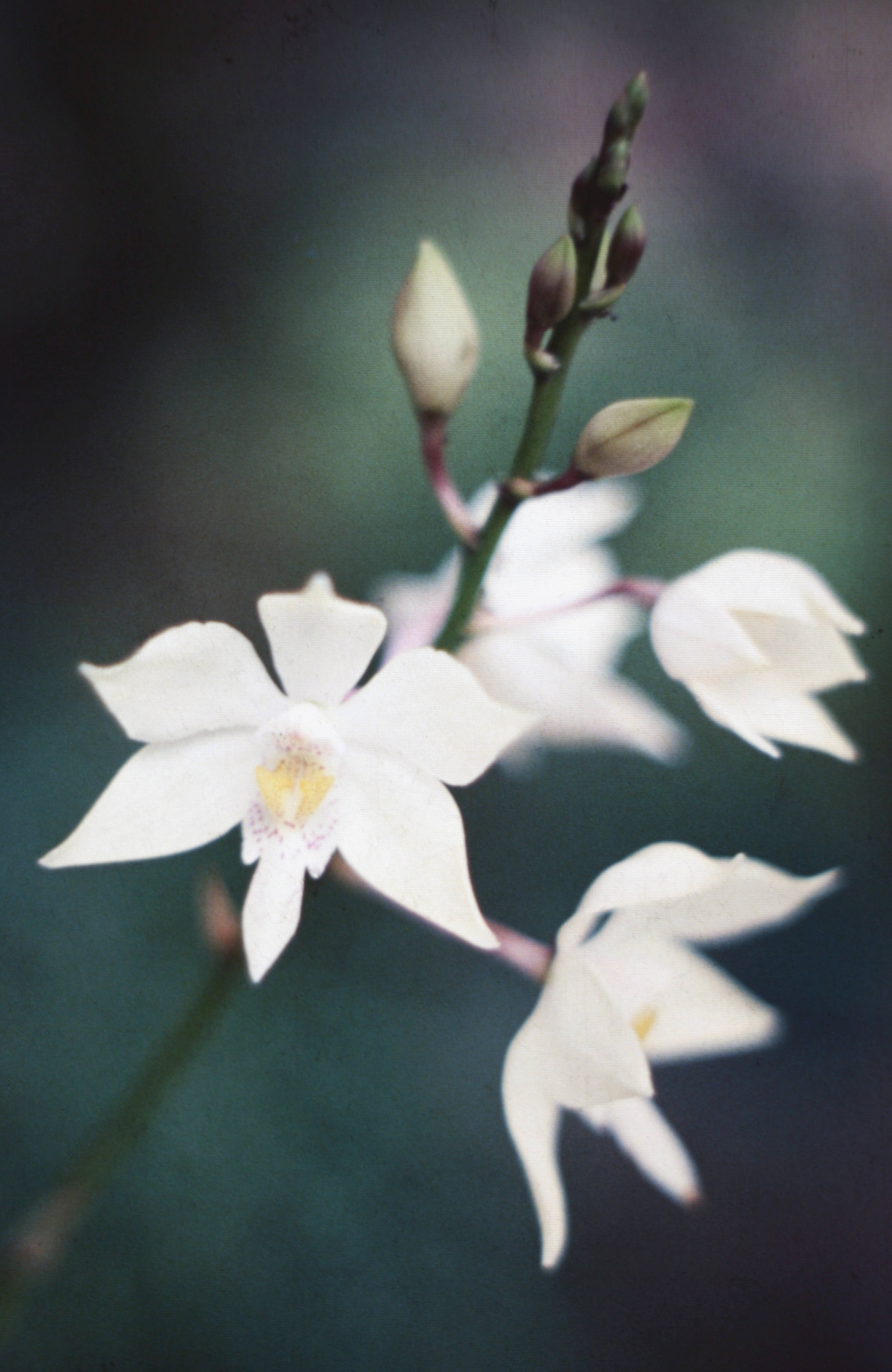
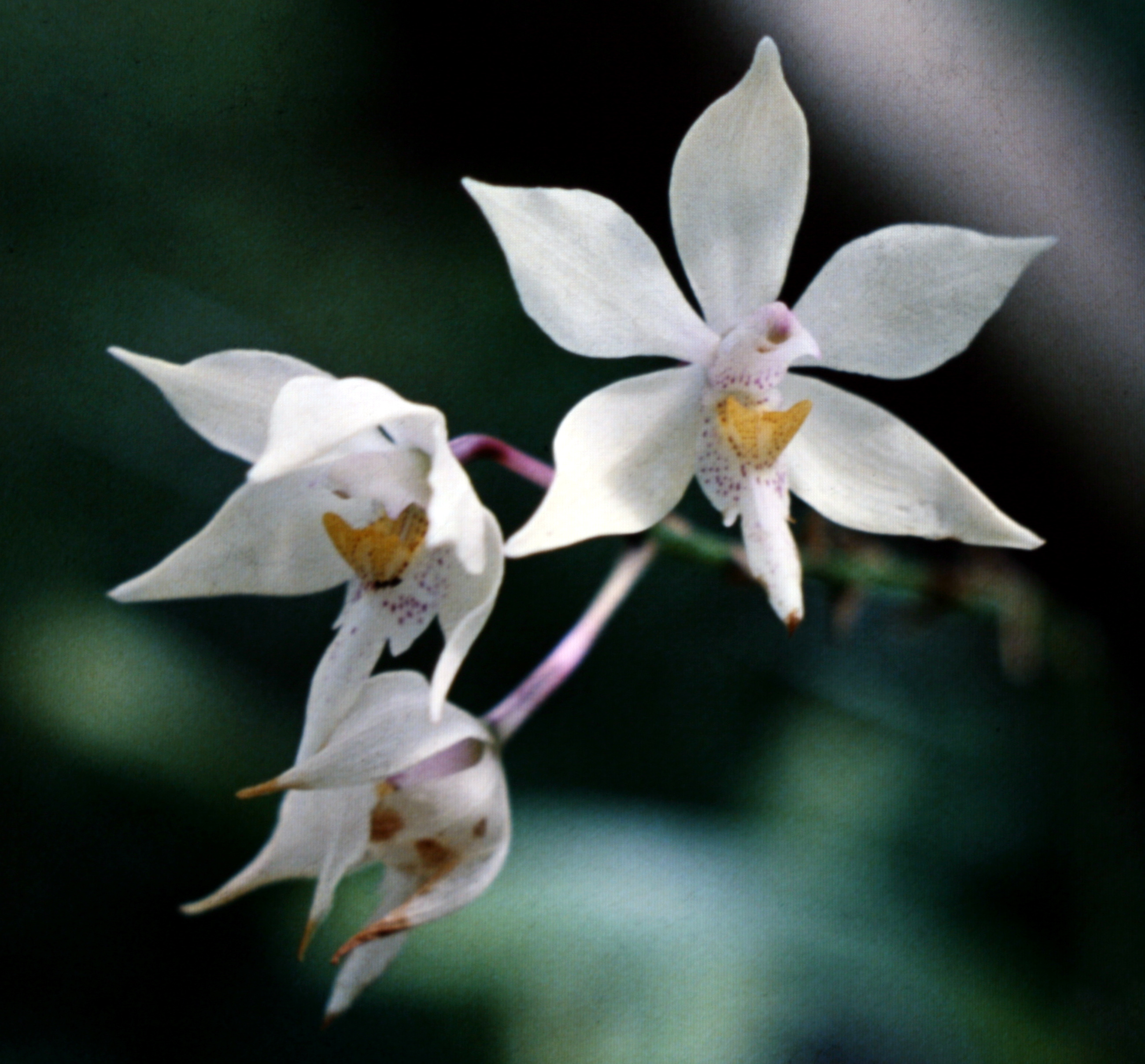